# 柿崎晴家
柿崎晴家，生卒年不詳，是日本戰國時代越後國大名上杉謙信的家臣。又名家憲、晴景。猛將柿崎景家之子。上杉謙信與北條氏康結成越相同盟時，北條家派出北條三郎（後來的上杉景虎）、相對地上杉家則派出柿崎晴家至小田原城作交換人質。一直至天正三年（1575年）才返回越後。
目前的史料中最早可以查到他名字的是天正五年（1577年）十二月的 『上杉家家中名字盡手本』。之後他與父親同時被懷疑與織田信長私通而被謙信所殺。但亦有之後才與父親差不多時候病死的說法。一直到他兒子柿崎憲家於御館之亂中扶助上杉景勝有功，才讓柿崎家再度復興。